# کارتام بوگتام
کارتام بوگتام (به هندی: Kartam Bhugtam) معادل اصطلاح (به انگلیسی: what goes around, comes around) و معادل اصطلاح فارسی «از هر دستی بدی از همون دست پس می‌گیری»، یک فیلم هندی دلهره‌آور روان‌شناختی زبان هندی است که در سال ۲۰۲۴ اکران گردید، کارگردانی و نویسندگی فیلم را سوهام شاه بر عهده داشت. نقش‌های اصلی را شریاس تالپاده و ویجای راز بازی کرده‌اند، در حالی که مادهو و آکشا پارداسانی دیگر نقش‌های با اهمیت را بازی کردند. فیلم در روز ۱۷ مه ۲۰۲۴ اکران شد.